# Solidarietà
Solidarietà (dal francese solidarité) è un sostantivo indicante principalmente una forma di impegno etico-sociale a favore di altri, ovvero un atteggiamento di benevolenza e comprensione che si manifesta fino al punto di esprimersi in uno sforzo attivo e gratuito, teso a venire incontro alle esigenze e ai disagi di qualcuno che abbia bisogno di un aiuto.

## Il principio di solidarietà nella Costituzione italiana
(Articolo 2, Costituzione della Repubblica Italiana)
Accanto ai diritti inviolabili dell'uomo, citati nell'art.2 con un chiaro riferimento alla dichiarazione dei diritti dell'uomo e del cittadino del 1789, la Costituzione vuole garantire « «tra i valori fondanti dell’ordinamento giuridico [...] insieme ai diritti inviolabili dell’uomo [...] la convivenza sociale [...] che deve essere costruita sulla base del principio di "solidarietà", perché la Costituzione «pone come fine ultimo dell’organizzazione sociale lo sviluppo di ogni singola persona umana».
Il singolo cittadino può dunque esprimere la "solidarietà sociale" in riferimento alle "formazioni sociali" come la famiglia o le associazioni di vario tipo e nello stesso tempo sentirsi garantito nei suoi diritti come persona all'interno delle istituzioni sociali che non potranno né limitarli né sopraffarli come accadeva nel precedente regime fascista.
Il singolo cittadino, che vive e opera all'interno delle istituzioni sociali deve operare non solo per i suoi interessi personali ma in nome della "solidarietà politica" per il bene di tutti con l'impegno attivo e responsabile all'azione politica che si esprime soprattutto nella partecipazione al voto elettorale.
L’art. 2 della Costituzione infine non solo garantisce i diritti ma impone anche doveri che ognuno ha nei confronti degli altri e tra questi quello della solidarietà economica che trova spiegazione nell'art. 53 che recita come «Tutti sono tenuti a concorrere alle spese pubbliche in ragione della loro capacità contributiva».

## Il principio di solidarietà nell'Unione Europea
Nell'ambito delle prerogative dell'Unione europea viene annoverato anche il principio di solidarietà che ha il fine di salvaguardare e incentivare il benessere dei cittadini europei tramite l'assolvimento degli obblighi economici, politici e sociali da parte dei governi degli stati membri dell'unione.
Il Trattato di Lisbona del 2007 ha modificato il Trattato istitutivo della Comunità Europea (ora denominato  Trattato sul funzionamento dell’UE) introducendovi una clausola di solidarietà (art. 222) che impone agli stati europei di agire «in uno spirito di solidarietà» con tutti i mezzi possibili, compresi quelli militari, in caso di richiesta di aiuto
- per attentati terroristici,
- per calamità naturali o causate dall'uomo.

Gli interventi di solidarietà sono stabiliti dal Consiglio dell'Unione europea deliberante a maggioranza qualificata o all'unanimità nel caso di operazioni militari.

## Contratti di solidarietà
Nel sistema giuridico italiano (e similmente in Germania dal 1901) sono previsti dal 1984 anche i "contratti di solidarietà" che stabiliscono una diminuzione dell'orario di lavoro concordata dai sindacati con il datore di lavoro al fine di: 
- evitare il licenziamento degli operai considerati in eccesso quando l'azienda entra in crisi (contratti di solidarietà "difensivi")
- incentivare nuove assunzioni con una riduzione dell'orario lavorativo e della retribuzione (contratti di solidarietà "espansivi").

Nel caso dei contratti di solidarietà difensiva è prevista un'integrazione dell'80% della retribuzione persa.